# Solpugista bicolor
Espèce
Synonymes
- Solpuga bicolor Lawrence, 1953

Solpugista bicolor est une espèce de solifuges de la famille des Solpugidae.

## Distribution
Cette espèce est endémique de Namibie. Elle se rencontre vers Palmenhorst.

## Publication originale
- Lawrence, 1953 : A collection of African Solifugae in the British Museum (Natural History). Proceedings of the Zoological Society of London, vol. 122, no 3, p. 955–972.